# EHF European League der Frauen 2024/25
An der EHF European League 2024/25 nahmen 37 Handball-Vereinsmannschaften teil, die sich in der vorangegangenen Saison in ihren Heimatländern für den Wettbewerb qualifiziert hatten. Es war die fünfte Austragung des von der Europäischen Handballföderation (EHF) veranstalteten Wettbewerbs für europäische Vereinsmannschaften. Der deutsche Verein Thüringer HC gewann erstmals den Wettbewerb.

## Runde 1
Die erste Runde wurde nicht ausgetragen.

## Runde 2
An der zweiten Runde nahmen 18 Mannschaften teil. Die Gewinner wurden in einem Hin- und Rückspiel im Zeitraum 5. Oktober bis 13. Oktober 2024 ermittelt und zogen in die dritte Runde ein.

### Qualifizierte Teams
| - Hypo Niederösterreich - DHK Baník Most - HSG Blomberg-Lippe - Balonmano Bera Bera - JDA Bourgogne Dijon - ŽRK Gjorče Petrov-ŽRK Skopje - Cabooter Fortes Venlo - Fredrikstad BK - KPR Gminy Kobierzyce | - Benfica Lissabon - SCM Râmnicu Vâlcea - ŽRK Crvena Zvezda - HC DAC Dunajská Streda - H 65 Höör - GC Amicitia Zürich - Ankara Yenimahalle BSK - Armada Praxis Yalikavaspor - Váci NKSE |

### Ausgeloste Spiele und Ergebnisse
| Mannschaft 1                      | Mannschaft 2                                | Hinspiel             | Rückspiel            | Gesamt  |
| --------------------------------- | ------------------------------------------- | -------------------- | -------------------- | ------- |
| H 65 Höör Östblom 11              | ŽRK Gjorče Petrov-ŽRK Skopje Muratović 17   | 06.10.2024 16:00 Uhr | 13.10.2024 18:00 Uhr | 48 : 47 |
| H 65 Höör Östblom 11              | ŽRK Gjorče Petrov-ŽRK Skopje Muratović 17   | 29 : 21 (14 : 11)    | 19 : 26 (12 : 13)    | 48 : 47 |
| H 65 Höör Östblom 11              | ŽRK Gjorče Petrov-ŽRK Skopje Muratović 17   | 370 Zuschauer        | 300 Zuschauer        | 48 : 47 |
| Ankara Yenimahalle BSK Uzun 11    | DHK Baník Most Stříšková, Jestříbková je 11 | 05.10.2024 18:00 Uhr | 06.10.2024 16:00 Uhr | 65 : 99 |
| Ankara Yenimahalle BSK Uzun 11    | DHK Baník Most Stříšková, Jestříbková je 11 | 31 : 55 (15 : 23)    | 34 : 44 (17 : 23)    | 65 : 99 |
| Ankara Yenimahalle BSK Uzun 11    | DHK Baník Most Stříšková, Jestříbková je 11 | 600 Zuschauer        | 500 Zuschauer        | 65 : 99 |
| Cabooter Fortes Venlo Grummel 12  | Váci NKSE Csíkos 15                         | 05.10.2024 19:00 Uhr | 12.10.2024 16:00 Uhr | 46 : 69 |
| Cabooter Fortes Venlo Grummel 12  | Váci NKSE Csíkos 15                         | 22 : 37 (12 : 24)    | 24 : 32 (13 : 15)    | 46 : 69 |
| Cabooter Fortes Venlo Grummel 12  | Váci NKSE Csíkos 15                         | 200 Zuschauer        | 500 Zuschauer        | 46 : 69 |
| Fredrikstad BK Dalsveen 13        | GC Amicitia Zürich Aellen 11                | 05.10.2024 17:00 Uhr | 06.10.2024 15:00 Uhr | 61 : 41 |
| Fredrikstad BK Dalsveen 13        | GC Amicitia Zürich Aellen 11                | 33 : 21 (17 : 09)    | 28 : 20 (12 : 09)    | 61 : 41 |
| Fredrikstad BK Dalsveen 13        | GC Amicitia Zürich Aellen 11                | 501 Zuschauer        | 512 Zuschauer        | 61 : 41 |
| JDA Bourgogne Dijon Sivertsen 12  | Hypo Niederösterreich Milovanović 8         | 05.10.2024 20:00 Uhr | 12.10.2024 18:05 Uhr | 70 : 42 |
| JDA Bourgogne Dijon Sivertsen 12  | Hypo Niederösterreich Milovanović 8         | 42 : 26 (19 : 11)    | 28 : 16 (14 : 10)    | 70 : 42 |
| JDA Bourgogne Dijon Sivertsen 12  | Hypo Niederösterreich Milovanović 8         | 1600 Zuschauer       | 800 Zuschauer        | 70 : 42 |
| SCM Râmnicu Vâlcea Hagman 14      | HC DAC Dunajská Streda Desortová 15         | 05.10.2024 16:00 Uhr | 13.10.2024 19:00 Uhr | 61 : 52 |
| SCM Râmnicu Vâlcea Hagman 14      | HC DAC Dunajská Streda Desortová 15         | 28 : 26 (14 : 11)    | 33 : 26 (15 : 14)    | 61 : 52 |
| SCM Râmnicu Vâlcea Hagman 14      | HC DAC Dunajská Streda Desortová 15         | 1526 Zuschauer       | 410 Zuschauer        | 61 : 52 |
| KPR Gminy Kobierzyce Wiertelak 16 | Armada Praxis Yalikavaspor Özel, Isić je 11 | 05.10.2024 17:00 Uhr | 13.10.2024 16:00 Uhr | 63 : 53 |
| KPR Gminy Kobierzyce Wiertelak 16 | Armada Praxis Yalikavaspor Özel, Isić je 11 | 36 : 27 (20 : 15)    | 27 : 26 (12 : 16)    | 63 : 53 |
| KPR Gminy Kobierzyce Wiertelak 16 | Armada Praxis Yalikavaspor Özel, Isić je 11 | 595 Zuschauer        | 500 Zuschauer        | 63 : 53 |
| HSG Blomberg-Lippe Hauf 12        | ŽRK Crvena Zvezda Stamenić 11               | 05.10.2024 18:00 Uhr | 12.10.2024 20:00 Uhr | 65 : 52 |
| HSG Blomberg-Lippe Hauf 12        | ŽRK Crvena Zvezda Stamenić 11               | 39 : 24 (22 : 13)    | 26 : 28 (13 : 15)    | 65 : 52 |
| HSG Blomberg-Lippe Hauf 12        | ŽRK Crvena Zvezda Stamenić 11               | 552 Zuschauer        | 600 Zuschauer        | 65 : 52 |
| Benfica Lissabon Rodrigues 14     | Balonmano Bera Bera Arroyo Pimienta 14      | 06.10.2024 16:00 Uhr | 12.10.2024 12:00 Uhr | 60 : 62 |
| Benfica Lissabon Rodrigues 14     | Balonmano Bera Bera Arroyo Pimienta 14      | 28 : 30 (13 : 14)    | 32 : 32 (15 : 16)    | 60 : 62 |
| Benfica Lissabon Rodrigues 14     | Balonmano Bera Bera Arroyo Pimienta 14      | 294 Zuschauer        | 1500 Zuschauer       | 60 : 62 |

## Runde 3
An der dritten Runde nehmen acht Sieger der Runde 2 sowie weitere 14 gesetzte Mannschaften teil. Die Gewinner der im November 2024 ausgetragenen Partien ziehen in die im Januar 2025 beginnende Gruppenphase ein. Der Gewinner der Zweitrundenbegegnung Fredrikstad BK und GC Amicitia Zürich zog direkt in die Gruppenphase ein, da der zugeloste Gegner Mosonmagyaróvári KC SE nach der Insolvenz des französischen Verein Neptunes de Nantes als gesetzte Mannschaft für die Gruppenphase nachrückte.

### Qualifizierte Teams
| - DHK Baník Most - HSG Blomberg-Lippe - Borussia Dortmund - TuS Metzingen - Thüringer HC - Balonmano Bera Bera - atticgo Balonmano Elche - JDA Bourgogne Dijon - Paris 92 - ŽRK Zrinski Čakovec - ŽRK Lokomotiva Zagreb | - Larvik HK - Sola HK - KPR Gminy Kobierzyce - MKS Zagłębie Lubin - MKS Lublin - SCM Râmnicu Vâlcea - H 65 Höör - IK Sävehof - LC Brühl Handball - Debreceni Vasutas SC - Váci NKSE |

### Ausgeloste Spiele und Ergebnisse
| Mannschaft 1                      | Mannschaft 2                                     | Hinspiel             | Rückspiel                        | Gesamt  |
| --------------------------------- | ------------------------------------------------ | -------------------- | -------------------------------- | ------- |
| IK Sävehof Kylberg 11             | MKS Zagłębie Lubin Kochaniak-Sala, Promis je 9   | 09.11.2024 15:00 Uhr | 16.11.2024 15:00 Uhr             | 53 : 55 |
| IK Sävehof Kylberg 11             | MKS Zagłębie Lubin Kochaniak-Sala, Promis je 9   | 30 : 28 (14 : 14)    | 23 : 27 (10 : 12)                | 53 : 55 |
| IK Sävehof Kylberg 11             | MKS Zagłębie Lubin Kochaniak-Sala, Promis je 9   | 925 Zuschauer        | 2204 Zuschauer                   | 53 : 55 |
| Sola HK Herrem 18                 | LC Brühl Handball Wolff 14                       | 09.11.2024 15:00 Uhr | 10.11.2024 18:00 Uhr             | 70 : 55 |
| Sola HK Herrem 18                 | LC Brühl Handball Wolff 14                       | 33 : 23 (15 : 12)    | 37 : 32 (13 : 15)                | 70 : 55 |
| Sola HK Herrem 18                 | LC Brühl Handball Wolff 14                       | 445 Zuschauer        | 425 Zuschauer                    | 70 : 55 |
| Larvik HK Sæteren 24              | KPR Gminy Kobierzyce Drażyk 24                   | 09.11.2024 16:00 Uhr | 16.11.2024 19:00 Uhr             | 73 : 72 |
| Larvik HK Sæteren 24              | KPR Gminy Kobierzyce Drażyk 24                   | 30 : 29 (15 : 16)    | 43 : 43 n. V. (20 : 20; 38 : 39) | 73 : 72 |
| Larvik HK Sæteren 24              | KPR Gminy Kobierzyce Drażyk 24                   | 2280 Zuschauer       | 620 Zuschauer                    | 73 : 72 |
| ŽRK Lokomotiva Zagreb Trúnková 10 | atticgo Balonmano Elche Figueiredo 14            | 09.11.2024 16:00 Uhr | 16.11.2024 19:00 Uhr             | 49 : 60 |
| ŽRK Lokomotiva Zagreb Trúnková 10 | atticgo Balonmano Elche Figueiredo 14            | 21 : 28 (10 : 11)    | 28 : 32 (14 : 18)                | 49 : 60 |
| ŽRK Lokomotiva Zagreb Trúnková 10 | atticgo Balonmano Elche Figueiredo 14            | 480 Zuschauer        | 1100 Zuschauer                   | 49 : 60 |
| JDA Bourgogne Dijon Dury 10       | ŽRK Zrinski Čakovec Posavec 9                    | 09.11.2024 20:00 Uhr | 15.11.2024 19:00 Uhr             | 69 : 29 |
| JDA Bourgogne Dijon Dury 10       | ŽRK Zrinski Čakovec Posavec 9                    | 43 : 12 (24 : 09)    | 26 : 17 (12 : 09)                | 69 : 29 |
| JDA Bourgogne Dijon Dury 10       | ŽRK Zrinski Čakovec Posavec 9                    | 1344 Zuschauer       | 800 Zuschauer                    | 69 : 29 |
| Borussia Dortmund Antl 13         | DHK Baník Most Zachová 12                        | 10.11.2024 14:00 Uhr | 17.11.2024 17:00 Uhr             | 73 : 55 |
| Borussia Dortmund Antl 13         | DHK Baník Most Zachová 12                        | 36 : 32 (18 : 14)    | 37 : 23 (16 : 08)                | 73 : 55 |
| Borussia Dortmund Antl 13         | DHK Baník Most Zachová 12                        | 635 Zuschauer        | 1250 Zuschauer                   | 73 : 55 |
| Thüringer HC Reichert 13          | Váci NKSE Afentaler 12                           | 10.11.2024 15:00 Uhr | 17.11.2024 18:00 Uhr             | 68 : 51 |
| Thüringer HC Reichert 13          | Váci NKSE Afentaler 12                           | 34 : 22 (17 : 11)    | 34 : 29 (20 : 12)                | 68 : 51 |
| Thüringer HC Reichert 13          | Váci NKSE Afentaler 12                           | 901 Zuschauer        | 600 Zuschauer                    | 68 : 51 |
| HSG Blomberg-Lippe Rüffieux 14    | TuS Metzingen Oßwald 11                          | 10.11.2024 16:00 Uhr | 16.11.2024 19:30 Uhr             | 65 : 48 |
| HSG Blomberg-Lippe Rüffieux 14    | TuS Metzingen Oßwald 11                          | 30 : 21 (14 : 09)    | 35 : 27 (20 : 07)                | 65 : 48 |
| HSG Blomberg-Lippe Rüffieux 14    | TuS Metzingen Oßwald 11                          | 477 Zuschauer        | 320 Zuschauer                    | 65 : 48 |
| SCM Râmnicu Vâlcea Wollik 11      | Debreceni Vasutas SC Sercien-Ugolin 17           | 10.11.2024 17:00 Uhr | 17.11.2024 18:00 Uhr             | 64 : 59 |
| SCM Râmnicu Vâlcea Wollik 11      | Debreceni Vasutas SC Sercien-Ugolin 17           | 33 : 31 (20 : 15)    | 31 : 28 (15 : 15)                | 64 : 59 |
| SCM Râmnicu Vâlcea Wollik 11      | Debreceni Vasutas SC Sercien-Ugolin 17           | 1500 Zuschauer       | 2000 Zuschauer                   | 64 : 59 |
| MKS Lublin Balsam 8               | Balonmano Bera Bera Arrojeria Arantzazistroke 12 | 10.11.2024 18:00 Uhr | 17.11.2024 12:00 Uhr             | 43 : 45 |
| MKS Lublin Balsam 8               | Balonmano Bera Bera Arrojeria Arantzazistroke 12 | 23 : 19 (11 : 12)    | 20 : 26 (09 : 14)                | 43 : 45 |
| MKS Lublin Balsam 8               | Balonmano Bera Bera Arrojeria Arantzazistroke 12 | 2359 Zuschauer       | 1800 Zuschauer                   | 43 : 45 |
| H 65 Höör Östblom 11              | Paris 92 Kanouté 10                              | 10.11.2024 18:00 Uhr | 17.11.2024 17:00 Uhr             | 48 : 63 |
| H 65 Höör Östblom 11              | Paris 92 Kanouté 10                              | 25 : 30 (14 : 17)    | 23 : 33 (08 : 16)                | 48 : 63 |
| H 65 Höör Östblom 11              | Paris 92 Kanouté 10                              | 197 Zuschauer        | 900 Zuschauer                    | 48 : 63 |

## Gruppenphase
In der im Januar 2025 beginnenden Gruppenphase starten die elf Gewinner der 3. Runde, der Sieger der Zweitrundenpartie Fredrikstad BK und GC Amicitia Zürich sowie die vier gesetzten Mannschaften Ikast Håndbold, HSG Bensheim/Auerbach, HC Dunărea Brăila und Mosonmagyaróvári KC SE.

### Gruppe A
| Pl. | Verein                  | Sp. | S | U | N | Tore      | Diff. | Punkte |
| --- | ----------------------- | --- | - | - | - | --------- | ----- | ------ |
| 1.  | HC Dunărea Brăila       | 6   | 4 | 1 | 1 | 0179:1610 | +18   | 09:30  |
| 2.  | Thüringer HC            | 6   | 4 | 0 | 2 | 0183:1800 | +3    | 08:40  |
| 3.  | Larvik HK               | 6   | 3 | 1 | 2 | 0189:1670 | +22   | 07:50  |
| 4.  | atticgo Balonmano Elche | 6   | 0 | 0 | 6 | 0136:1790 | −43   | 00:120 |

|  | Qualifikationsplatz für das Viertelfinale |

| 11. Januar 2025 20:00 Uhr | Thüringer HC             | 43:35   | Larvik HK              | Salza-Halle, Bad Langensalza Zuschauer: 1050 Schiedsrichter: Fotakidis, Kinatzidis |
| 11. Januar 2025 20:00 Uhr | meiste Tore: Reichert 14 | (23:12) | meiste Tore: Sæteren 8 | Salza-Halle, Bad Langensalza Zuschauer: 1050 Schiedsrichter: Fotakidis, Kinatzidis |
| 11. Januar 2025 20:00 Uhr | Spielbericht             |         |                        | Salza-Halle, Bad Langensalza Zuschauer: 1050 Schiedsrichter: Fotakidis, Kinatzidis |

| 12. Januar 2025 14:00 Uhr | HC Dunărea Brăila                 | 33:15  | atticgo Balonmano Elche      | Sala Sporturilor Romeo Iamandi, Buzău Zuschauer: 2000 Schiedsrichter: Fahner, Kubis |
| 12. Januar 2025 14:00 Uhr | meiste Tore: Ježić, González je 6 | (13:7) | meiste Tore: Méndez García 6 | Sala Sporturilor Romeo Iamandi, Buzău Zuschauer: 2000 Schiedsrichter: Fahner, Kubis |
| 12. Januar 2025 14:00 Uhr | Spielbericht                      |        |                              | Sala Sporturilor Romeo Iamandi, Buzău Zuschauer: 2000 Schiedsrichter: Fahner, Kubis |

| 18. Januar 2025 18:00 Uhr | Larvik HK                            | 24:27   | HC Dunărea Brăila    | Jotron Arena Larvik, Larvik Zuschauer: 536 Schiedsrichter: Rauchs, Linster |
| 18. Januar 2025 18:00 Uhr | meiste Tore: Hulleberg, Ramberg je 5 | (11:13) | meiste Tore: Ježić 7 | Jotron Arena Larvik, Larvik Zuschauer: 536 Schiedsrichter: Rauchs, Linster |
| 18. Januar 2025 18:00 Uhr | Spielbericht                         |         |                      | Jotron Arena Larvik, Larvik Zuschauer: 536 Schiedsrichter: Rauchs, Linster |

| 18. Januar 2025 20:00 Uhr | atticgo Balonmano Elche | 27:28   | Thüringer HC             | Pabellón Esperanza Lag, Elche Zuschauer: 612 Schiedsrichter: Maia, Nunes |
| 18. Januar 2025 20:00 Uhr | meiste Tore: Rosa 10    | (11:15) | meiste Tore: Reichert 10 | Pabellón Esperanza Lag, Elche Zuschauer: 612 Schiedsrichter: Maia, Nunes |
| 18. Januar 2025 20:00 Uhr | Spielbericht            |         |                          | Pabellón Esperanza Lag, Elche Zuschauer: 612 Schiedsrichter: Maia, Nunes |

| 25. Januar 2025 20:00 Uhr | atticgo Balonmano Elche   | 16:29  | Larvik HK           | Pabellón Esperanza Lag, Elche Zuschauer: 700 Schiedsrichter: Picard, Vauchez |
| 25. Januar 2025 20:00 Uhr | meiste Tore: Ignjatović 5 | (5:12) | meiste Tore: Berg 6 | Pabellón Esperanza Lag, Elche Zuschauer: 700 Schiedsrichter: Picard, Vauchez |
| 25. Januar 2025 20:00 Uhr | Spielbericht              |        |                     | Pabellón Esperanza Lag, Elche Zuschauer: 700 Schiedsrichter: Picard, Vauchez |

| 26. Januar 2025 18:00 Uhr | HC Dunărea Brăila    | 26:22   | Thüringer HC             | Sala Sporturilor Romeo Iamandi, Buzău Zuschauer: 1900 Schiedsrichter: Sando Kovačević, Jakovljević |
| 26. Januar 2025 18:00 Uhr | meiste Tore: Ježić 5 | (12:11) | meiste Tore: Hendrikse 6 | Sala Sporturilor Romeo Iamandi, Buzău Zuschauer: 1900 Schiedsrichter: Sando Kovačević, Jakovljević |
| 26. Januar 2025 18:00 Uhr | Spielbericht         |         |                          | Sala Sporturilor Romeo Iamandi, Buzău Zuschauer: 1900 Schiedsrichter: Sando Kovačević, Jakovljević |

| 8. Februar 2025 18:00 Uhr | Larvik HK              | 30:23  | atticgo Balonmano Elche   | Jotron Arena Larvik, Larvik Zuschauer: 447 Schiedsrichter: Dáné, Marton |
| 8. Februar 2025 18:00 Uhr | meiste Tore: Sæteren 7 | (16:9) | meiste Tore: Figueiredo 7 | Jotron Arena Larvik, Larvik Zuschauer: 447 Schiedsrichter: Dáné, Marton |
| 8. Februar 2025 18:00 Uhr | Spielbericht           |        |                           | Jotron Arena Larvik, Larvik Zuschauer: 447 Schiedsrichter: Dáné, Marton |

| 8. Februar 2025 20:00 Uhr | Thüringer HC             | 38:28   | HC Dunărea Brăila       | Salza-Halle, Bad Langensalza Zuschauer: 1800 Schiedsrichter: Pagh, Thygesen |
| 8. Februar 2025 20:00 Uhr | meiste Tore: Reichert 12 | (16:11) | meiste Tore: González 6 | Salza-Halle, Bad Langensalza Zuschauer: 1800 Schiedsrichter: Pagh, Thygesen |
| 8. Februar 2025 20:00 Uhr | Spielbericht             |         |                         | Salza-Halle, Bad Langensalza Zuschauer: 1800 Schiedsrichter: Pagh, Thygesen |

| 15. Februar 2025 16:00 Uhr | Larvik HK               | 38:25   | Thüringer HC             | Jotron Arena Larvik, Larvik Zuschauer: 466 Schiedsrichter: Watson, Welin |
| 15. Februar 2025 16:00 Uhr | meiste Tore: Sæteren 12 | (20:12) | meiste Tore: Reichert 10 | Jotron Arena Larvik, Larvik Zuschauer: 466 Schiedsrichter: Watson, Welin |
| 15. Februar 2025 16:00 Uhr | Spielbericht            |         |                          | Jotron Arena Larvik, Larvik Zuschauer: 466 Schiedsrichter: Watson, Welin |

| 15. Februar 2025 20:00 Uhr | atticgo Balonmano Elche   | 29:32   | HC Dunărea Brăila       | Pabellón Esperanza Lag, Elche Zuschauer: 800 Schiedsrichter: Schaad, Müller |
| 15. Februar 2025 20:00 Uhr | meiste Tore: Figueiredo 9 | (10:14) | meiste Tore: González 6 | Pabellón Esperanza Lag, Elche Zuschauer: 800 Schiedsrichter: Schaad, Müller |
| 15. Februar 2025 20:00 Uhr | Spielbericht              |         |                         | Pabellón Esperanza Lag, Elche Zuschauer: 800 Schiedsrichter: Schaad, Müller |

| 22. Februar 2025 16:00 Uhr | Thüringer HC            | 27:26   | atticgo Balonmano Elche   | Salza-Halle, Bad Langensalza Zuschauer: 1050 Schiedsrichter: Uhlíř, Beňuš |
| 22. Februar 2025 16:00 Uhr | meiste Tore: Kuczora 10 | (13:15) | meiste Tore: Figueiredo 9 | Salza-Halle, Bad Langensalza Zuschauer: 1050 Schiedsrichter: Uhlíř, Beňuš |
| 22. Februar 2025 16:00 Uhr | Spielbericht            |         |                           | Salza-Halle, Bad Langensalza Zuschauer: 1050 Schiedsrichter: Uhlíř, Beňuš |

| 23. Februar 2025 14:00 Uhr | HC Dunărea Brăila    | 33:33   | Larvik HK                          | Sala Sporturilor Romeo Iamandi, Buzău Zuschauer: 2140 Schiedsrichter: Radčenko, Pērsis |
| 23. Februar 2025 14:00 Uhr | meiste Tore: Ježić 9 | (17:13) | meiste Tore: Ramberg, Sæteren je 7 | Sala Sporturilor Romeo Iamandi, Buzău Zuschauer: 2140 Schiedsrichter: Radčenko, Pērsis |
| 23. Februar 2025 14:00 Uhr | Spielbericht         |         |                                    | Sala Sporturilor Romeo Iamandi, Buzău Zuschauer: 2140 Schiedsrichter: Radčenko, Pērsis |

### Gruppe B
| Pl. | Verein             | Sp. | S | U | N | Tore      | Diff. | Punkte |
| --- | ------------------ | --- | - | - | - | --------- | ----- | ------ |
| 1.  | SCM Râmnicu Vâlcea | 6   | 4 | 1 | 1 | 0194:1830 | +11   | 09:30  |
| 2.  | Ikast Håndbold     | 6   | 4 | 0 | 2 | 0185:1760 | +9    | 08:40  |
| 3.  | Borussia Dortmund  | 6   | 2 | 1 | 3 | 0172:1790 | −7    | 05:70  |
| 4.  | Sola HK            | 6   | 1 | 0 | 5 | 0183:1960 | −13   | 02:100 |

|  | Qualifikationsplatz für das Viertelfinale |

| 12. Januar 2025 18:00 Uhr | Ikast Håndbold          | 35:34   | Sola HK              | IBF Arena, Ikast Zuschauer: 1077 Schiedsrichter: Schaad, Müller |
| 12. Januar 2025 18:00 Uhr | meiste Tore: Petersen 7 | (14:15) | meiste Tore: Holta 9 | IBF Arena, Ikast Zuschauer: 1077 Schiedsrichter: Schaad, Müller |
| 12. Januar 2025 18:00 Uhr | Spielbericht            |         |                      | IBF Arena, Ikast Zuschauer: 1077 Schiedsrichter: Schaad, Müller |

| 12. Januar 2025 18:00 Uhr | Borussia Dortmund           | 31:31   | SCM Râmnicu Vâlcea                          | Westpress Arena, Hamm Zuschauer: 912 Schiedsrichter: Härgin, Makejev |
| 12. Januar 2025 18:00 Uhr | meiste Tore: Campos Costa 9 | (14:16) | meiste Tore: Hagman, Maidhof, Zschocke je 5 | Westpress Arena, Hamm Zuschauer: 912 Schiedsrichter: Härgin, Makejev |
| 12. Januar 2025 18:00 Uhr | Spielbericht                |         |                                             | Westpress Arena, Hamm Zuschauer: 912 Schiedsrichter: Härgin, Makejev |

| 19. Januar 2025 14:00 Uhr | SCM Râmnicu Vâlcea     | 27:26   | Ikast Håndbold          | Sala Sporturilor Traian, Râmnicu Vâlcea Zuschauer: 1949 Schiedsrichter: Charitsos, Naskos |
| 19. Januar 2025 14:00 Uhr | meiste Tore: Maidhof 6 | (15:15) | meiste Tore: Bakkerud 7 | Sala Sporturilor Traian, Râmnicu Vâlcea Zuschauer: 1949 Schiedsrichter: Charitsos, Naskos |
| 19. Januar 2025 14:00 Uhr | Spielbericht           |         |                         | Sala Sporturilor Traian, Râmnicu Vâlcea Zuschauer: 1949 Schiedsrichter: Charitsos, Naskos |

| 19. Januar 2025 16:00 Uhr | Sola HK              | 32:30   | Borussia Dortmund        | Stavanger Idrettshall, Stavanger Zuschauer: 1007 Schiedsrichter: Klompers, Stobbe |
| 19. Januar 2025 16:00 Uhr | meiste Tore: Holta 8 | (18:14) | meiste Tore: Bleckmann 8 | Stavanger Idrettshall, Stavanger Zuschauer: 1007 Schiedsrichter: Klompers, Stobbe |
| 19. Januar 2025 16:00 Uhr | Spielbericht         |         |                          | Stavanger Idrettshall, Stavanger Zuschauer: 1007 Schiedsrichter: Klompers, Stobbe |

| 25. Januar 2025 16:00 Uhr | Ikast Håndbold          | 29:25   | Borussia Dortmund         | IBF Arena, Ikast Zuschauer: 1123 Schiedsrichter: Radčenko, Pērsis |
| 25. Januar 2025 16:00 Uhr | meiste Tore: Skogrand 6 | (12:11) | meiste Tore: Degenhardt 7 | IBF Arena, Ikast Zuschauer: 1123 Schiedsrichter: Radčenko, Pērsis |
| 25. Januar 2025 16:00 Uhr | Spielbericht            |         |                           | IBF Arena, Ikast Zuschauer: 1123 Schiedsrichter: Radčenko, Pērsis |

| 25. Januar 2025 18:00 Uhr | SCM Râmnicu Vâlcea    | 32:29   | Sola HK               | Sala Sporturilor Traian, Râmnicu Vâlcea Zuschauer: 1850 Schiedsrichter: Oyarzun Aylagas, Zaragüeta Ruiz |
| 25. Januar 2025 18:00 Uhr | meiste Tore: Wollik 7 | (14:14) | meiste Tore: Holta 10 | Sala Sporturilor Traian, Râmnicu Vâlcea Zuschauer: 1850 Schiedsrichter: Oyarzun Aylagas, Zaragüeta Ruiz |
| 25. Januar 2025 18:00 Uhr | Spielbericht          |         |                       | Sala Sporturilor Traian, Râmnicu Vâlcea Zuschauer: 1850 Schiedsrichter: Oyarzun Aylagas, Zaragüeta Ruiz |

| 8. Februar 2025 16:00 Uhr | Sola HK               | 34:38   | SCM Râmnicu Vâlcea      | Stavanger Idrettshall, Stavanger Zuschauer: 728 Schiedsrichter: S. Jowtschew, Z. Jowtschew |
| 8. Februar 2025 16:00 Uhr | meiste Tore: Holta 14 | (15:22) | meiste Tore: Zschocke 9 | Stavanger Idrettshall, Stavanger Zuschauer: 728 Schiedsrichter: S. Jowtschew, Z. Jowtschew |
| 8. Februar 2025 16:00 Uhr | Spielbericht          |         |                         | Stavanger Idrettshall, Stavanger Zuschauer: 728 Schiedsrichter: S. Jowtschew, Z. Jowtschew |

| 9. Februar 2025 14:00 Uhr | Borussia Dortmund        | 30:27   | Ikast Håndbold          | Westpress Arena, Hamm Zuschauer: 550 Schiedsrichter: Fabryczny, Rawicki |
| 9. Februar 2025 14:00 Uhr | meiste Tore: Bleckmann 6 | (12:10) | meiste Tore: Skogrand 9 | Westpress Arena, Hamm Zuschauer: 550 Schiedsrichter: Fabryczny, Rawicki |
| 9. Februar 2025 14:00 Uhr | Spielbericht             |         |                         | Westpress Arena, Hamm Zuschauer: 550 Schiedsrichter: Fabryczny, Rawicki |

| 15. Februar 2025 18:00 Uhr | Sola HK               | 26:32   | Ikast Håndbold                    | Stavanger Idrettshall, Stavanger Zuschauer: 986 Schiedsrichter: Þrastarson, Pétursson |
| 15. Februar 2025 18:00 Uhr | meiste Tore: Holta 10 | (14:14) | meiste Tore: Roberts, Nolsøe je 6 | Stavanger Idrettshall, Stavanger Zuschauer: 986 Schiedsrichter: Þrastarson, Pétursson |
| 15. Februar 2025 18:00 Uhr | Spielbericht          |         |                                   | Stavanger Idrettshall, Stavanger Zuschauer: 986 Schiedsrichter: Þrastarson, Pétursson |

| 15. Februar 2025 18:00 Uhr | SCM Râmnicu Vâlcea    | 32:27   | Borussia Dortmund        | Sala Sporturilor Traian, Râmnicu Vâlcea Zuschauer: 2239 Schiedsrichter: Picard, Vauchez |
| 15. Februar 2025 18:00 Uhr | meiste Tore: Hagman 7 | (18:10) | meiste Tore: Bleckmann 6 | Sala Sporturilor Traian, Râmnicu Vâlcea Zuschauer: 2239 Schiedsrichter: Picard, Vauchez |
| 15. Februar 2025 18:00 Uhr | Spielbericht          |         |                          | Sala Sporturilor Traian, Râmnicu Vâlcea Zuschauer: 2239 Schiedsrichter: Picard, Vauchez |

| 22. Februar 2025 15:00 Uhr | Borussia Dortmund                      | 29:28   | Sola HK              | Westfalenhallen, Dortmund Zuschauer: 9305 Schiedsrichter: Charitsos, Naskos |
| 22. Februar 2025 15:00 Uhr | meiste Tore: Lassource, Bleckmann je 7 | (19:14) | meiste Tore: Holta 8 | Westfalenhallen, Dortmund Zuschauer: 9305 Schiedsrichter: Charitsos, Naskos |
| 22. Februar 2025 15:00 Uhr | Spielbericht                           |         |                      | Westfalenhallen, Dortmund Zuschauer: 9305 Schiedsrichter: Charitsos, Naskos |

| 22. Februar 2025 18:00 Uhr | Ikast Håndbold         | 36:34   | SCM Râmnicu Vâlcea     | IBF Arena, Ikast Zuschauer: 832 Schiedsrichter: Klompers, Stobbe |
| 22. Februar 2025 18:00 Uhr | meiste Tore: Roberts 8 | (18:17) | meiste Tore: Maidhof 6 | IBF Arena, Ikast Zuschauer: 832 Schiedsrichter: Klompers, Stobbe |
| 22. Februar 2025 18:00 Uhr | Spielbericht           |         |                        | IBF Arena, Ikast Zuschauer: 832 Schiedsrichter: Klompers, Stobbe |

### Gruppe C
| Pl. | Verein                 | Sp. | S | U | N | Tore      | Diff. | Punkte |
| --- | ---------------------- | --- | - | - | - | --------- | ----- | ------ |
| 1.  | HSG Blomberg-Lippe     | 6   | 5 | 0 | 1 | 0184:1720 | +12   | 010:20 |
| 2.  | JDA Bourgogne Dijon    | 6   | 3 | 0 | 3 | 0190:1750 | +15   | 06:60  |
| 3.  | MKS Zagłębie Lubin     | 6   | 3 | 0 | 3 | 0164:1750 | −11   | 06:60  |
| 4.  | Mosonmagyaróvári KC SE | 6   | 1 | 0 | 5 | 0181:1970 | −16   | 02:100 |

|  | Qualifikationsplatz für das Viertelfinale |

| 11. Januar 2025 16:00 Uhr | MKS Zagłębie Lubin           | 31:29   | Mosonmagyaróvári KC SE | Hala widowiskowo-sportowa RCS w Lubinie, Lubin Zuschauer: 2906 Schiedsrichter: Bočáková, Jánošíková |
| 11. Januar 2025 16:00 Uhr | meiste Tore: Aneta Promis 12 | (17:15) | meiste Tore: G. Tóth 5 | Hala widowiskowo-sportowa RCS w Lubinie, Lubin Zuschauer: 2906 Schiedsrichter: Bočáková, Jánošíková |
| 11. Januar 2025 16:00 Uhr | Spielbericht                 |         |                        | Hala widowiskowo-sportowa RCS w Lubinie, Lubin Zuschauer: 2906 Schiedsrichter: Bočáková, Jánošíková |

| 11. Januar 2025 16:00 Uhr | HSG Blomberg-Lippe    | 35:30   | JDA Bourgogne Dijon           | Phoenix Contact Arena, Lemgo Zuschauer: 1334 Schiedsrichter: Þrastarson, Pétursson |
| 11. Januar 2025 16:00 Uhr | meiste Tore: Kühne 10 | (18:17) | meiste Tore: Dury, Urban je 6 | Phoenix Contact Arena, Lemgo Zuschauer: 1334 Schiedsrichter: Þrastarson, Pétursson |
| 11. Januar 2025 16:00 Uhr | Spielbericht          |         |                               | Phoenix Contact Arena, Lemgo Zuschauer: 1334 Schiedsrichter: Þrastarson, Pétursson |

| 19. Januar 2025 16:00 Uhr | JDA Bourgogne Dijon    | 27:29   | MKS Zagłębie Lubin            | Palais des sports Jean-Michel-Geoffroy, Dijon Zuschauer: 1000 Schiedsrichter: Jørstad, Fremstad |
| 19. Januar 2025 16:00 Uhr | meiste Tore: Lønborg 5 | (16:15) | meiste Tore: Kochaniak-Sala 8 | Palais des sports Jean-Michel-Geoffroy, Dijon Zuschauer: 1000 Schiedsrichter: Jørstad, Fremstad |
| 19. Januar 2025 16:00 Uhr | Spielbericht           |         |                               | Palais des sports Jean-Michel-Geoffroy, Dijon Zuschauer: 1000 Schiedsrichter: Jørstad, Fremstad |

| 19. Januar 2025 16:00 Uhr | Mosonmagyaróvári KC SE  | 32:34   | HSG Blomberg-Lippe    | UFM Aréna, Mosonmagyaróvár Zuschauer: 750 Schiedsrichter: Sirbu, Serdiuc |
| 19. Januar 2025 16:00 Uhr | meiste Tore: G. Tóth 10 | (16:17) | meiste Tore: Kühne 12 | UFM Aréna, Mosonmagyaróvár Zuschauer: 750 Schiedsrichter: Sirbu, Serdiuc |
| 19. Januar 2025 16:00 Uhr | Spielbericht            |         |                       | UFM Aréna, Mosonmagyaróvár Zuschauer: 750 Schiedsrichter: Sirbu, Serdiuc |

| 26. Januar 2025 16:00 Uhr | Mosonmagyaróvári KC SE | 30:36   | JDA Bourgogne Dijon            | UFM Aréna, Mosonmagyaróvár Zuschauer: 755 Schiedsrichter: Hofer, Schmidhuber |
| 26. Januar 2025 16:00 Uhr | meiste Tore: Tóth 9    | (13:14) | meiste Tore: Mielke-Offendal 8 | UFM Aréna, Mosonmagyaróvár Zuschauer: 755 Schiedsrichter: Hofer, Schmidhuber |
| 26. Januar 2025 16:00 Uhr | Spielbericht           |         |                                | UFM Aréna, Mosonmagyaróvár Zuschauer: 755 Schiedsrichter: Hofer, Schmidhuber |

| 26. Januar 2025 16:00 Uhr | HSG Blomberg-Lippe   | 27:26   | MKS Zagłębie Lubin    | Phoenix Contact Arena, Lemgo Zuschauer: 1387 Schiedsrichter: Ivanović, Vujisić |
| 26. Januar 2025 16:00 Uhr | meiste Tore: Quist 9 | (10:13) | meiste Tore: Promis 7 | Phoenix Contact Arena, Lemgo Zuschauer: 1387 Schiedsrichter: Ivanović, Vujisić |
| 26. Januar 2025 16:00 Uhr | Spielbericht         |         |                       | Phoenix Contact Arena, Lemgo Zuschauer: 1387 Schiedsrichter: Ivanović, Vujisić |

| 8. Februar 2025 18:00 Uhr | MKS Zagłębie Lubin        | 29:27   | HSG Blomberg-Lippe   | Hala widowiskowo-sportowa RCS w Lubinie, Lubin Zuschauer: 3091 Schiedsrichter: A. Vitaku, E. Vitaku |
| 8. Februar 2025 18:00 Uhr | meiste Tore: Jakubowska 7 | (15:13) | meiste Tore: Vegué 9 | Hala widowiskowo-sportowa RCS w Lubinie, Lubin Zuschauer: 3091 Schiedsrichter: A. Vitaku, E. Vitaku |
| 8. Februar 2025 18:00 Uhr | Spielbericht              |         |                      | Hala widowiskowo-sportowa RCS w Lubinie, Lubin Zuschauer: 3091 Schiedsrichter: A. Vitaku, E. Vitaku |

| 9. Februar 2025 16:00 Uhr | JDA Bourgogne Dijon                 | 38:29   | Mosonmagyaróvári KC SE                           | Palais des sports Jean-Michel-Geoffroy, Dijon Zuschauer: 1163 Schiedsrichter: Kaluđerović, Vujačić |
| 9. Februar 2025 16:00 Uhr | meiste Tore: Pintat, Sivertsen je 6 | (19:18) | meiste Tore: E. Tóth, Wolfs, Ivančok-Šoltić je 5 | Palais des sports Jean-Michel-Geoffroy, Dijon Zuschauer: 1163 Schiedsrichter: Kaluđerović, Vujačić |
| 9. Februar 2025 16:00 Uhr | Spielbericht                        |         |                                                  | Palais des sports Jean-Michel-Geoffroy, Dijon Zuschauer: 1163 Schiedsrichter: Kaluđerović, Vujačić |

| 15. Februar 2025 18:00 Uhr | Mosonmagyaróvári KC SE   | 33:25   | MKS Zagłębie Lubin      | UFM Aréna, Mosonmagyaróvár Zuschauer: 700 Schiedsrichter: Puksic, Satler |
| 15. Februar 2025 18:00 Uhr | meiste Tore: Stranigg 12 | (16:11) | meiste Tore: Przywara 6 | UFM Aréna, Mosonmagyaróvár Zuschauer: 700 Schiedsrichter: Puksic, Satler |
| 15. Februar 2025 18:00 Uhr | Spielbericht             |         |                         | UFM Aréna, Mosonmagyaróvár Zuschauer: 700 Schiedsrichter: Puksic, Satler |

| 15. Februar 2025 20:00 Uhr | JDA Bourgogne Dijon | 27:28   | HSG Blomberg-Lippe    | Palais des sports Jean-Michel-Geoffroy, Dijon Zuschauer: 1250 Schiedsrichter: P. Geraets, R. Geraets |
| 15. Februar 2025 20:00 Uhr | meiste Tore: Dury 6 | (15:12) | meiste Tore: Kühne 10 | Palais des sports Jean-Michel-Geoffroy, Dijon Zuschauer: 1250 Schiedsrichter: P. Geraets, R. Geraets |
| 15. Februar 2025 20:00 Uhr | Spielbericht        |         |                       | Palais des sports Jean-Michel-Geoffroy, Dijon Zuschauer: 1250 Schiedsrichter: P. Geraets, R. Geraets |

| 22. Februar 2025 18:00 Uhr | HSG Blomberg-Lippe    | 33:28   | Mosonmagyaróvári KC SE | Phoenix Contact Arena, Lemgo Zuschauer: 1223 Schiedsrichter: Oyarzun Aylagas, Zaragüeta Ruiz |
| 22. Februar 2025 18:00 Uhr | meiste Tore: Quist 11 | (15:13) | meiste Tore: G. Tóth 8 | Phoenix Contact Arena, Lemgo Zuschauer: 1223 Schiedsrichter: Oyarzun Aylagas, Zaragüeta Ruiz |
| 22. Februar 2025 18:00 Uhr | Spielbericht          |         |                        | Phoenix Contact Arena, Lemgo Zuschauer: 1223 Schiedsrichter: Oyarzun Aylagas, Zaragüeta Ruiz |

| 23. Februar 2025 16:00 Uhr | MKS Zagłębie Lubin            | 24:32  | JDA Bourgogne Dijon              | Hala widowiskowo-sportowa RCS w Lubinie, Lubin Zuschauer: 3251 Schiedsrichter: Pagh, Thygesen |
| 23. Februar 2025 16:00 Uhr | meiste Tore: Kochaniak-Sala 5 | (9:18) | meiste Tore: 4 Spielerinnen je 5 | Hala widowiskowo-sportowa RCS w Lubinie, Lubin Zuschauer: 3251 Schiedsrichter: Pagh, Thygesen |
| 23. Februar 2025 16:00 Uhr | Spielbericht                  |        |                                  | Hala widowiskowo-sportowa RCS w Lubinie, Lubin Zuschauer: 3251 Schiedsrichter: Pagh, Thygesen |

### Gruppe D
| Pl. | Verein                | Sp. | S | U | N | Tore      | Diff. | Punkte |
| --- | --------------------- | --- | - | - | - | --------- | ----- | ------ |
| 1.  | HSG Bensheim/Auerbach | 6   | 6 | 0 | 0 | 0180:1510 | +29   | 012:00 |
| 2.  | Balonmano Bera Bera   | 6   | 3 | 0 | 3 | 0173:1700 | +3    | 06:60  |
| 3.  | Fredrikstad BK        | 6   | 2 | 0 | 4 | 0173:1820 | −9    | 04:80  |
| 4.  | Paris 92              | 6   | 1 | 0 | 5 | 0152:1750 | −23   | 02:100 |

|  | Qualifikationsplatz für das Viertelfinale |

| 11. Januar 2025 18:00 Uhr | Balonmano Bera Bera     | 33:28   | Paris 92                         | Polideportivo Municipal José Antonio Gasca, San Sebastián Zuschauer: 1590 Schiedsrichter: Simone, Monitillo |
| 11. Januar 2025 18:00 Uhr | meiste Tore: Karsten 10 | (12:13) | meiste Tore: Thobor, Golvet je 6 | Polideportivo Municipal José Antonio Gasca, San Sebastián Zuschauer: 1590 Schiedsrichter: Simone, Monitillo |
| 11. Januar 2025 18:00 Uhr | Spielbericht            |         |                                  | Polideportivo Municipal José Antonio Gasca, San Sebastián Zuschauer: 1590 Schiedsrichter: Simone, Monitillo |

| 12. Januar 2025 16:00 Uhr | Fredrikstad BK                                   | 28:39   | HSG Bensheim/Auerbach       | Kongstenhallen, Fredrikstad Zuschauer: 703 Schiedsrichter: Kinnari, Skogberg |
| 12. Januar 2025 16:00 Uhr | meiste Tore: Jørgensen, Dalsveen, Henriksen je 5 | (16:20) | meiste Tore: Kretzschmar 10 | Kongstenhallen, Fredrikstad Zuschauer: 703 Schiedsrichter: Kinnari, Skogberg |
| 12. Januar 2025 16:00 Uhr | Spielbericht                                     |         |                             | Kongstenhallen, Fredrikstad Zuschauer: 703 Schiedsrichter: Kinnari, Skogberg |

| 18. Januar 2025 16:00 Uhr | HSG Bensheim/Auerbach | 34:32   | Balonmano Bera Bera                        | Untermainhalle, Elsenfeld Zuschauer: 556 Schiedsrichter: P. Geraets, R. Geraets |
| 18. Januar 2025 16:00 Uhr | meiste Tore: Engel 11 | (14:18) | meiste Tore: Karsten, Álvarez Torrado je 7 | Untermainhalle, Elsenfeld Zuschauer: 556 Schiedsrichter: P. Geraets, R. Geraets |
| 18. Januar 2025 16:00 Uhr | Spielbericht          |         |                                            | Untermainhalle, Elsenfeld Zuschauer: 556 Schiedsrichter: P. Geraets, R. Geraets |

| 18. Januar 2025 20:00 Uhr | Paris 92                | 26:28   | Fredrikstad BK           | Palais des sports Robert-Charpentier, Issy-les-Moulineaux Zuschauer: 500 Schiedsrichter: S. Jowtschew, Z. Jowtschew |
| 18. Januar 2025 20:00 Uhr | meiste Tore: Moretto 11 | (17:14) | meiste Tore: Henriksen 8 | Palais des sports Robert-Charpentier, Issy-les-Moulineaux Zuschauer: 500 Schiedsrichter: S. Jowtschew, Z. Jowtschew |
| 18. Januar 2025 20:00 Uhr | Spielbericht            |         |                          | Palais des sports Robert-Charpentier, Issy-les-Moulineaux Zuschauer: 500 Schiedsrichter: S. Jowtschew, Z. Jowtschew |

| 25. Januar 2025 20:00 Uhr | Paris 92               | 18:25  | HSG Bensheim/Auerbach          | Palais des sports Robert-Charpentier, Issy-les-Moulineaux Zuschauer: 400 Schiedsrichter: Satler, Pukšič |
| 25. Januar 2025 20:00 Uhr | meiste Tore: N’Gouan 3 | (6:15) | meiste Tore: Hurst, Engel je 5 | Palais des sports Robert-Charpentier, Issy-les-Moulineaux Zuschauer: 400 Schiedsrichter: Satler, Pukšič |
| 25. Januar 2025 20:00 Uhr | Spielbericht           |        |                                | Palais des sports Robert-Charpentier, Issy-les-Moulineaux Zuschauer: 400 Schiedsrichter: Satler, Pukšič |

| 26. Januar 2025 18:00 Uhr | Balonmano Bera Bera    | 32:26   | Fredrikstad BK                        | Polideportivo Municipal José Antonio Gasca, San Sebastián Zuschauer: 1600 Schiedsrichter: Cindrić, Gonzurek |
| 26. Januar 2025 18:00 Uhr | meiste Tore: Karsten 6 | (20:14) | meiste Tore: Jørgensen, Dalsveen je 5 | Polideportivo Municipal José Antonio Gasca, San Sebastián Zuschauer: 1600 Schiedsrichter: Cindrić, Gonzurek |
| 26. Januar 2025 18:00 Uhr | Spielbericht           |         |                                       | Polideportivo Municipal José Antonio Gasca, San Sebastián Zuschauer: 1600 Schiedsrichter: Cindrić, Gonzurek |

| 8. Februar 2025 16:00 Uhr | HSG Bensheim/Auerbach | 28:24   | Paris 92             | Untermainhalle, Elsenfeld Zuschauer: 1000 Schiedsrichter: Pavićević, Martinović |
| 8. Februar 2025 16:00 Uhr | meiste Tore: Hurst 7  | (16:13) | meiste Tore: Sagna 6 | Untermainhalle, Elsenfeld Zuschauer: 1000 Schiedsrichter: Pavićević, Martinović |
| 8. Februar 2025 16:00 Uhr | Spielbericht          |         |                      | Untermainhalle, Elsenfeld Zuschauer: 1000 Schiedsrichter: Pavićević, Martinović |

| 9. Februar 2025 18:00 Uhr | Fredrikstad BK           | 33:24   | Balonmano Bera Bera    | Installatøren Arena, Fredrikstad Zuschauer: 784 Schiedsrichter: Pîrvu, Potîrniche |
| 9. Februar 2025 18:00 Uhr | meiste Tore: Jørgensen 9 | (18:10) | meiste Tore: Karsten 9 | Installatøren Arena, Fredrikstad Zuschauer: 784 Schiedsrichter: Pîrvu, Potîrniche |
| 9. Februar 2025 18:00 Uhr | Spielbericht             |         |                        | Installatøren Arena, Fredrikstad Zuschauer: 784 Schiedsrichter: Pîrvu, Potîrniche |

| 16. Februar 2025 14:00 Uhr | HSG Bensheim/Auerbach | 32:30   | Fredrikstad BK           | Untermainhalle, Elsenfeld Zuschauer: 507 Schiedsrichter: Rauchs, Linster |
| 16. Februar 2025 14:00 Uhr | meiste Tore: Engel 9  | (19:16) | meiste Tore: Jørgensen 9 | Untermainhalle, Elsenfeld Zuschauer: 507 Schiedsrichter: Rauchs, Linster |
| 16. Februar 2025 14:00 Uhr | Spielbericht          |         |                          | Untermainhalle, Elsenfeld Zuschauer: 507 Schiedsrichter: Rauchs, Linster |

| 16. Februar 2025 16:00 Uhr | Paris 92              | 27:33   | Balonmano Bera Bera    | Palais des sports Robert-Charpentier, Issy-les-Moulineaux Zuschauer: 500 Schiedsrichter: Sirbu, Serdiuc |
| 16. Februar 2025 16:00 Uhr | meiste Tore: Golvet 8 | (10:17) | meiste Tore: Karsten 9 | Palais des sports Robert-Charpentier, Issy-les-Moulineaux Zuschauer: 500 Schiedsrichter: Sirbu, Serdiuc |
| 16. Februar 2025 16:00 Uhr | Spielbericht          |         |                        | Palais des sports Robert-Charpentier, Issy-les-Moulineaux Zuschauer: 500 Schiedsrichter: Sirbu, Serdiuc |

| 22. Februar 2025 16:00 Uhr | Fredrikstad BK         | 28:29   | Paris 92              | Installatøren Arena, Fredrikstad Zuschauer: 1274 Schiedsrichter: Dáné, Marton |
| 22. Februar 2025 16:00 Uhr | meiste Tore: Sandtrø 7 | (11:13) | meiste Tore: Thobor 5 | Installatøren Arena, Fredrikstad Zuschauer: 1274 Schiedsrichter: Dáné, Marton |
| 22. Februar 2025 16:00 Uhr | Spielbericht           |         |                       | Installatøren Arena, Fredrikstad Zuschauer: 1274 Schiedsrichter: Dáné, Marton |

| 23. Februar 2025 18:00 Uhr | Balonmano Bera Bera            | 19:22   | HSG Bensheim/Auerbach | Polideportivo Municipal José Antonio Gasca, San Sebastián Zuschauer: 1912 Schiedsrichter: Fabryczny, Rawicki |
| 23. Februar 2025 18:00 Uhr | meiste Tore: Tchaptchet Defo 4 | (15:14) | meiste Tore: Irion 7  | Polideportivo Municipal José Antonio Gasca, San Sebastián Zuschauer: 1912 Schiedsrichter: Fabryczny, Rawicki |
| 23. Februar 2025 18:00 Uhr | Spielbericht                   |         |                       | Polideportivo Municipal José Antonio Gasca, San Sebastián Zuschauer: 1912 Schiedsrichter: Fabryczny, Rawicki |

## Viertelfinale
Es nehmen acht Mannschaften am Viertelfinale teil. Die Gewinner werden in einem Hin- und Rückspiel ermittelt.
Qualifizierte Teams:
| - HSG Bensheim/Auerbach - HSG Blomberg-Lippe - Thüringer HC - Ikast Håndbold | - Balonmano Bera Bera - JDA Bourgogne Dijon - HC Dunărea Brăila - SCM Râmnicu Vâlcea |

| Mannschaft 1                          | Mannschaft 2                   | Hinspiel             | Rückspiel                        | Gesamt  |
| ------------------------------------- | ------------------------------ | -------------------- | -------------------------------- | ------- |
| Ikast Håndbold Lindqvist 16           | HC Dunărea Brăila González 15  | 23.03.2025 14:00 Uhr | 29.03.2025 18:00 Uhr             | 61 : 60 |
| Ikast Håndbold Lindqvist 16           | HC Dunărea Brăila González 15  | 32 : 30 (16 : 17)    | 29 : 30 (17 : 16)                | 61 : 60 |
| Ikast Håndbold Lindqvist 16           | HC Dunărea Brăila González 15  | 1537 Zuschauer       | 2230 Zuschauer                   | 61 : 60 |
| Thüringer HC Reichert 26              | SCM Râmnicu Vâlcea Hagman 19   | 22.03.2025 16:00 Uhr | 30.03.2025 14:00 Uhr             | 65 : 61 |
| Thüringer HC Reichert 26              | SCM Râmnicu Vâlcea Hagman 19   | 35 : 29 (17 : 15)    | 30 : 32 (14 : 16)                | 65 : 61 |
| Thüringer HC Reichert 26              | SCM Râmnicu Vâlcea Hagman 19   | 1200 Zuschauer       | 2239 Zuschauer                   | 65 : 61 |
| Balonmano Bera Bera Álvarez Torrado 8 | HSG Blomberg-Lippe Vegué 11    | 23.03.2025 18:00 Uhr | 30.03.2025 16:00 Uhr             | 51 : 52 |
| Balonmano Bera Bera Álvarez Torrado 8 | HSG Blomberg-Lippe Vegué 11    | 25 : 28 (12 : 14)    | 26 : 24 n. V. (10 : 11; 22 : 19) | 51 : 52 |
| Balonmano Bera Bera Álvarez Torrado 8 | HSG Blomberg-Lippe Vegué 11    | 1900 Zuschauer       | 1850 Zuschauer                   | 51 : 52 |
| JDA Bourgogne Dijon Vautier 11        | HSG Bensheim/Auerbach Engel 12 | 23.03.2025 16:00 Uhr | 29.03.2025 16:00 Uhr             | 59 : 53 |
| JDA Bourgogne Dijon Vautier 11        | HSG Bensheim/Auerbach Engel 12 | 31 : 27 (18 : 13)    | 28 : 26 (15 : 12)                | 59 : 53 |
| JDA Bourgogne Dijon Vautier 11        | HSG Bensheim/Auerbach Engel 12 | 1900 Zuschauer       | 1218 Zuschauer                   | 59 : 53 |

## Finale 4
In den Finalspielen, die am Wochenende 3./4. Mai 2025 in Graz im Raiffeisen Sportpark ausgetragen wurden, standen die vier Sieger der Viertelfinalspiele.
Gespielt wurde zunächst im K.-o.-System mit einem Spiel das Halbfinale, anschließend spielten die Sieger um den Gewinn der EHF European League und die Verlierer um Platz 3.

### Halbfinale

#### 1. Halbfinale
| 3. Mai 2025 15:00 Uhr | HSG Blomberg-Lippe                           | 18:28        | Ikast Håndbold                   | Raiffeisen Sportpark (Graz) Zuschauer: 1050 Schiedsrichter: Barbora Bočáková und Lucia Jánošíková |
| 3. Mai 2025 15:00 Uhr | meiste Tore: Nieke Kühne, Alexia Hauf (je 5) | (6:16)       | meiste Tore: Julie Scaglione (5) | Raiffeisen Sportpark (Graz) Zuschauer: 1050 Schiedsrichter: Barbora Bočáková und Lucia Jánošíková |
| 3. Mai 2025 15:00 Uhr | Strafen: 3×                                  | Spielbericht | Strafen: 1× 3×                   | Raiffeisen Sportpark (Graz) Zuschauer: 1050 Schiedsrichter: Barbora Bočáková und Lucia Jánošíková |

HSG Blomberg-Lippe: Ludwig, Veith – Hauf (5), Kühne   (4), Quist  (2), Frey (2), Rajes (2), Vegué (2), Mühlner (1), Rüffieux, Jacobsen, Magnúsdóttir, Hoberg, Jaron, Tietjen
Ikast Håndbold: Idéhn, Sando – Scaglione (5), Brandt (4), Nolsøe (4), Roberts (3), Lindqvist (3), Bakkerud (3), Jeřábková (3), Hougaard (2), Lykkegaard  (1), Nielsen, Skogrand , Petersen, Loft , Høgseth 
Schiedsrichter: Barbora Bočáková und Lucia Jánošíková,  Slowakei

#### 2. Halbfinale
| 3. Mai 2025 18:00 Uhr | Thüringer HC                       | 35:29        | JDA Bourgogne Dijon             | Raiffeisen Sportpark (Graz) Zuschauer: 1000 Schiedsrichter: Georgiana Murariu und Mihaela Paraschiv |
| 3. Mai 2025 18:00 Uhr | meiste Tore: Johanna Reichert (16) | (21:15)      | meiste Tore: Claire Vautier (6) | Raiffeisen Sportpark (Graz) Zuschauer: 1000 Schiedsrichter: Georgiana Murariu und Mihaela Paraschiv |
| 3. Mai 2025 18:00 Uhr | Strafen: 6×                        | Spielbericht | Strafen: 4×                     | Raiffeisen Sportpark (Graz) Zuschauer: 1000 Schiedsrichter: Georgiana Murariu und Mihaela Paraschiv |

Thüringer HC: Lövgren Hallberg, Eckerle – Reichert (16), Gullberg (6), Hendrikse (3), Aizawa (3), Petersen (2), Hanfland   (2), Kuczora  (1), Szabó (1), Nooitmeer, Holm, Pichlmeier, Niederwieser  , Kündig , Jakubisová
JDA Bourgogne Dijon: Dos Reis, Giegerich – Vautier   (6), Valero Jodar  (4), Niombla  (4), Sivertsen (4), Dury (3), Mielke-Offendal (2), Blaise (1), Gayet (1), Gravelle (1), Urban (1), Pintat (1), Perret (1), Plotton , Louveau
Schiedsrichter: Georgiana Murariu und Mihaela Paraschiv,  Rumänien

### Spiel um Platz 3
Das Spiel um Platz 3 fand am 4. Mai 2025 statt. Der Gewinner der Partie ist Drittplatzierter der EHF European League 2025.
| 4. Mai 2025 15:00 Uhr | HSG Blomberg-Lippe         | 27:32        | JDA Bourgogne Dijon             | Raiffeisen Sportpark (Graz) Zuschauer: 1000 Schiedsrichter: Dragana Jakovljević und Danijela Sando Kovačević |
| 4. Mai 2025 15:00 Uhr | meiste Tore: Ona Vegué (7) | (10:16)      | meiste Tore: Claire Vautier (8) | Raiffeisen Sportpark (Graz) Zuschauer: 1000 Schiedsrichter: Dragana Jakovljević und Danijela Sando Kovačević |
| 4. Mai 2025 15:00 Uhr | Strafen: 2×                | Spielbericht | Strafen: 4×                     | Raiffeisen Sportpark (Graz) Zuschauer: 1000 Schiedsrichter: Dragana Jakovljević und Danijela Sando Kovačević |

HSG Blomberg-Lippe: Ludwig, Veith – Vegué (7), Quist (6), Kühne (6), Jacobsen  (4), Rüffieux (1), Frey (1), Rajes (1), Mühlner  (1), Magnúsdóttir, Hoberg, Jaron, Tietjen, Hauf
JDA Bourgogne Dijon: Dos Reis, Giegerich – Vautier  (8), Sivertsen   (6), Niombla (4), Dury (3), Mielke-Offendal (3), Pintat (2), Valero Jodar (2), Gayet (1), Plotton  (1), Urban (1), Perret (1), Blaise, Gravelle, Louveau
Schiedsrichter: Dragana Jakovljević und Danijela Sando Kovačević,  Serbien

### Finale
Das Finale fand am 4. Mai 2025 statt. Der Gewinner der Partie ist Sieger der EHF European League 2025.
| 4. Mai 2025 18:00 Uhr | Ikast Håndbold                    | 32:34        | Thüringer HC                       | Raiffeisen Sportpark (Graz) Zuschauer: 1400 Schiedsrichter: Marija Ilieva und Silvana Karbeska |
| 4. Mai 2025 18:00 Uhr | meiste Tore: Ingvild Bakkerud (8) | (16:15)      | meiste Tore: Johanna Reichert (13) | Raiffeisen Sportpark (Graz) Zuschauer: 1400 Schiedsrichter: Marija Ilieva und Silvana Karbeska |
| 4. Mai 2025 18:00 Uhr | Strafen: 1×                       | Spielbericht | Strafen: 1× 3×                     | Raiffeisen Sportpark (Graz) Zuschauer: 1400 Schiedsrichter: Marija Ilieva und Silvana Karbeska |

Ikast Håndbold: Idéhn, Sando – Bakkerud (8), Lindqvist  (7), Skogrand (4), Nolsøe (3), Jeřábková (3), Hougaard (2), Roberts (2), Scaglione (1), Brandt (1), Lykkegaard   (1), Nielsen, Petersen, Loft, Høgseth
Thüringer HC: Lövgren Hallberg, Eckerle (1) – Reichert (13), Aizawa (5), Kuczora (5), Hendrikse (4), Petersen (2), Hanfland  (2), Holm  (1), Szabó (1), Nooitmeer, Pichlmeier, Niederwieser, Gullberg, Kündig , Jakubisová
Schiedsrichter: Marija Ilieva und Silvana Karbeska,  Nordmazedonien

## Statistiken

### Torschützenliste
Die Torschützenliste zeigt die drei besten Torschützinnen der EHF European League 2024/25.
Zu sehen sind die Nation der Spielerin, der Name, die Position, der Verein, die gespielten Spiele, die Tore und die Ø-Tore.
| Pl. | Nation      | Spieler          | Pos. | Verein             | Sp. | Tore | Ø     |
| --- | ----------- | ---------------- | ---- | ------------------ | --- | ---- | ----- |
| 1.  | Osterreich  | Johanna Reichert | (RL) | Thüringer HC       | 10  | 110  | 11,00 |
| 2.  | Deutschland | Nieke Kühne      | (RL) | HSG Blomberg-Lippe | 10  | 71   | 7,10  |
| 3.  | Norwegen    | Malin Holta      | (RL) | Sola HK            | 6   | 59   | 9,83  |